# Буддийская Община Вьетнама

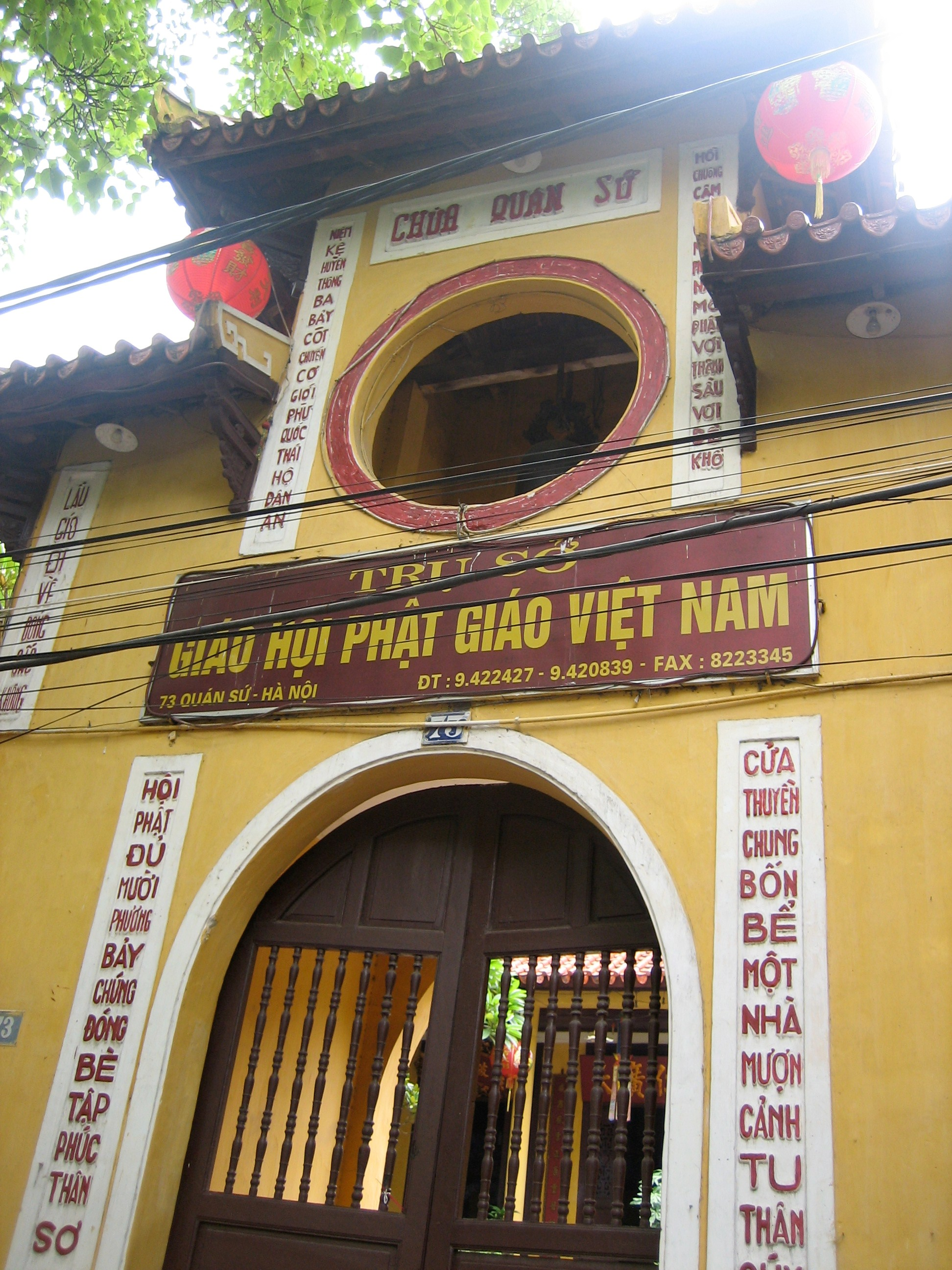
Пагода Куансы

Буддийская Община Вьетнама (вьет. Giáo hội Phật giáo Việt Nam, Зяохой Фатзяо Вьетнам) — центральная буддийская организация Вьетнама, учреждённая представителями буддийских общин страны при поддержке правительства в 1981 году. 

## Описание
Буддийская Община Вьетнама представляет буддистов Вьетнама в международных буддийских организациях и входит в Отечественный фронт Вьетнама. Духовное Управление Общины располагается в пагоде Куансы по адресу: Ханой, улица Куансы 79.

## Почётные руководители
- Тхить Дык Нюан (1981 - 1993)
- Тхить Там Тить (1993 - 2005)
- Тхить Фо Туэ с 2005 года.